# Ancodonta
Ancodonta — інфраряд напівводних парнокопитних, включаючи сучасних бегемотів і всіх ссавців, ближчих до бегемотів, ніж до китоподібних. Анкодонти вперше з’явилися в середньому еоцені, причому деякі з найдавніших представників були знайдені в скам’янілих відкладеннях у Південно-Східній Азії. Протягом своєї еволюційної історії вони займали різні ніші в Північній Америці, Євразії та Африці. Останній континент примітний тим, що вони були одними з перших лавразіатерійських ссавців, які мігрували до Африки з Європи, де вони конкурували з місцевими травоїдними тваринами за ті самі ніші. З майже 50 родів, які існували, лише два з них збереглися – Choeropsis і Hippopotamus. Взаємозв'язки всередині анкодонтів обговорюються. Традиційна думка полягає в тому, що існувало принаймні дві родини Anthracotheriidae і Hippopotamidae. Проте численні детальні дослідження зубів у анкодонтів, а також те, як деякі антракотерії були схожі на бегемотів за зовнішнім виглядом, призвели до консенсусу щодо того, що Anthracotheriidae є парафілетичними до Hippopotamidae. Серед антракотерій члени Bothriodontinae є одними з найближчих до предків бегемотів, причому Epirigenys віку олігоцену з Локона, Туркана, Кенія, є сестринським таксоном бегемотів. У відповідь на це для цієї клади було використано багато подібних назв (Hippopotamoidea, Anthracotherioidea та Hippopotamidamorpha).
Розміщення Ancodonta серед парнокопитних спочатку базувалося на основній морфологічній роботі про те, що вони були сестринською групою свиней і пекарі, поміщених у підряд Suiformes. Однак молекулярні дослідження показали, що це не так, оскільки найближчими родичами є китоподібні. Китоподібні та анкодонти тепер класифікуються в підряд Whippomorpha. Це призвело до деяких теорій, згідно з якими останніми спільними предками бегемотів і китів були напівводні ссавці, але в геномному дослідженні 2015 року, яке порівнювало гени, відповідальні за водну адаптацію у Whippomorpha, було виявлено, що це результат конвергентної еволюції, на відміну від спільного походження. Це вирішує питання про те, як бегемоти та кити розвинули свою водну адаптацію, попри те, що сучасні бегемоти з’явилися в літописі скам’янілостей значно пізніше, ніж кити.